# Cantonul Château-Landon
Cantonul Château-Landon este un canton din arondismentul Fontainebleau, departamentul Seine-et-Marne, regiunea Île-de-France , Franța.

## Comune
- Arville
- Aufferville
- Beaumont-du-Gâtinais
- Bougligny
- Bransles
- Chaintreaux
- Château-Landon (reședință)
- Chenou
- Gironville
- Ichy
- La Madeleine-sur-Loing
- Maisoncelles-en-Gâtinais
- Mondreville
- Obsonville
- Souppes-sur-Loing